# KNM Utsira (1991)
Pour les autres navires du même nom, voir KNM Utsira.
Le KNM Utsira (numéro de coque : S301) est un sous-marin de classe Ula de la marine royale norvégienne.

## Fabrication
Le navire a été commandé le 30 septembre 1982 à Thyssen Nordseewerke à Emden, où la quille a été posée le 15 juin 1990. Il a été lancé le 21 novembre 1991 et achevé le 30 avril 1992.

## Service
Le KNM Utsira participe en octobre 2016 à l'exercice Joint Warrior 16-2. Pour cela, il navigue jusqu’à Cloch Point, à Gourock, Inverclyde, en Écosse. En 2019, il revient à Cloch Point pour l'exercice Joint Warrior 19-1.